# Cosmos (planta)
Cosmos es un género de entre 20 a 26 especies de plantas anuales y perennes de la familia Asteraceae, nativas de praderas y zonas de matorrales en México (donde se encuentran la mayor parte de las especies), el sur de Estados Unidos, América Central y norte de Sudamérica al sur de Paraguay.

## Descripción
Son plantas herbáceas perennes cuya altura oscila entre 30 cm y 2 m. Las hojas son simples, pinnadas o bipinnadas y dispuestas en pares opuestos. 
 Las flores surgen en un capítulo con un ancho anillo de floretes dispuestos radialmente y un disco de floretes centrales. Los colores florales varían mucho entre especies.
El género incluye varias especies muy populares en jardinería como ornamentales.

## Taxonomía
El género fue descrito por Antonio José Cavanilles y publicado en Icones et Descriptiones Plantarum 1(1): 9–10, pl. 14. 1791. La especie tipo es Cosmos bipinnatus.

## Especies
Algunas de las especies:
- Cosmos atrosanguineus
- Cosmos bipinnatus
- Cosmos caudatus
- Cosmos diversifolius
- Cosmos herzogii
- Cosmos parviflorus
- Cosmos peucedanifolius
- Cosmos scabiosoides
- Cosmos sulphureus

Existen numerosos híbridos y cultivares.